# کامیلا اندینی
کامیلا اندینی (انگلیسی: Kamila Andini؛ زادهٔ ۶ مهٔ ۱۹۸۶) کارگردان فیلم و فیلم‌نامه‌نویس زن اهل اندونزی است.